# Данило Баста
Данило Баста (Петровград, 4. септембар 1945) српски је правник и академик, редовни члан Српске академије науке и уметности од 1. новембра 2012, члан је Удружења књижевних преводилаца Србије и Хумболтов клуба Србије.

## Биографија
Завршио је основне студије 1968. године и магистарске 1973. на Правном факултету Универзитета у Београду. Докторирао је филозофске науке 1978. године на Филозофском факултету Универзитета у Београду. Радио је као редовни професор на Правном факултету у Београду. Члан је редакционог одбора Велике филозофске библиотеке, главни уредник Анали Правног факултета у Београду 2004—2006. и едиције „Parerga”. Превео је са немачког језика читаву библиотеку филозофских и научних дела Имануела Канта, Јохана Готлиба Фихтеа, Фридриха фон Шелинга, Фридриха Ничеа, Кауфмана, Кристијана Шмита, Карла Јасперса, Херберта Маркузеа, Ернеста Касирера и других.

## Награде
- Награда из „Фонда Миодраг Јовичић” (2003)[1]
- Награда „Никола Милошевић” за најбоље теоријско дело из области естетике, филозофије и књижевности објављено у 2012. години[1]
- Награда „Доситеј Обрадовић” (2021)[3][4]